# Stephenoscia bifrons
Stephenoscia bifrons är en kräftdjursart som beskrevs av Albert Vandel 1977. Stephenoscia bifrons ingår i släktet Stephenoscia och familjen Philosciidae. Inga underarter finns listade i Catalogue of Life.